# Республіка Верхня Вольта
Республіка Ве́рхня Во́льта (фр. République de Haute-Volta), нині Буркіна-Фасо — самоврядна автономія у Французькій співдружності в Західній Африці з 1958 до 1960 року. Назва походила від річки Вольта, витоки якої розташовані на території країни. Назва Верхня Вольта вказує на те, що країна була розташована у верхній частині річки Вольта. Кольори національного прапора відповідали назвам його трьох основних приток — Чорної Вольти, Білої Вольти та Червоної Вольти. Столицею автономії було місто Уагадугу.
Автономна республіка була проголошена 11 грудня 1958 року на підставі результатів референдуму. До здобуття статусу автономної республіки вона була колонією Французька Верхня Вольта, частиною Французького Союзу.
Ще раніше було створено парламент (Національні збори з грудня 1958 року) Верхньої Вольти, в якому більшість здобула вольтійська секція партії Африканське демократичне об'єднання. Що виступала за самоврядність.
1958 року Верхня Вольта висловила бажання приєднатись до Малійської Федерації, яка на той час планувалась та існувала у 1959—1960 роках (Малі та Сенегал), однак під тиском сусіднього з нею Берегу Слонової Кістки вона (як і Республіка Дагомея) відмовилась від участі у цій федерації.
На виборах 30 березня 1959 року нова партія прибічників самостійності країни, Вольтійський демократичний союз (ВДС), завоювала 64 з 75 місць у парламенті республіки.
9 грудня 1959 року було прийнято прапор автономної республіки.
11 грудня 1959 року президентом республіки став Моріс Ямеого від ВДС (прем'єр-міністр республіки з 1958 року), який перш за все заборонив діяльність усіх політичних партій, окрім своєї, та почав домагатись повної незалежності.
11 червня 1960 року Франція та Республіка Верхня Вольта підписали угоду про надання Верхній Вольті незалежності.
5 серпня 1960 року Республіці Верхня Вольта було надано незалежність, а в результаті військового перевороту 4 серпня 1983 року до влади прийшов Томас Санкара. Після перевороту він утворив Національну раду з питань революції (англ. National Council for the Revolution — CNR), з самим собою президентом. Під керівництвом Санкари країна змінила назву 4 серпня 1984 року з Верхньої Вольти на Буркіна-Фасо, що означає «Земля непідкупних людей».